# Klosterroute Nordschwarzwald
De Klosterroute Nordschwarzwald is een toeristische autoroute en fietsroute in Baden-Württemberg, Duitsland. De route loopt langs de kloosters van Maulbronn, Hirsau, Reuthin en Alpirsbach.